# Kundtjänst
Kundtjänst är en stödfunktion som ett företag eller organisation erbjuder sina kunder. Det handlar ofta om att ge information, ta emot reklamationer och ge teknisk support. Kundtjänstpersonal kan ibland arbeta i ett callcenter.
Ordet kundjänst kan syfta på både stödfunktionen och det stöd (tjänster) som ges.
I konsumentsammanhang används ofta ordet konsumentkontakt. Den funktionen syftar främst till att underlätta kommunikationen mellan företag och konsument.